# Australian Open 2016 - Doppio maschile in carrozzina
Stéphane Houdet e Shingo Kunieda sono i campioni in carica del torneo, ma Stéphane Houdet ha partecipato a questa edizione con Nicolas Peifer, mentre Shingo Kunieda con Gordon Reid
Il duo francese si è aggiudicato il titolo battendo in finale la coppia nippo-britannica con il punteggio di 6-3, 3-6, 7-5.

## Teste di serie
1. Stéphane Houdet /  Nicolas Peifer (campioni)
2. Gordon Reid /  Shingo Kunieda (finale)

## Tabellone

### Legenda
| - Q = Qualificato - WC = Wild card - LL = Lucky loser | - ALT = Alternate - SE = Special Exempt - PR = Protected Ranking | - w/o = Walkover - r = Ritirato - d = Squalificato |

|  | Semifinali | Semifinali                       | Semifinali                       | Semifinali | Semifinali |  |  | Finale | Finale                         | Finale | Finale | Finale |  |
|  |            |                                  |                                  |            |            |  |  |        |                                |        |        |        |  |
|  | 1          | Stéphane Houdet Nicolas Peifer   | Stéphane Houdet Nicolas Peifer   | 6          | 6          |  |  |        |                                |        |        |        |  |
|  |            | Adam Kellerman Maikel Scheffers  | Adam Kellerman Maikel Scheffers  | 0          | 1          |  |  | 1      | Stéphane Houdet Nicolas Peifer | 6      | 3      | 7      |  |
|  |            | Gustavo Fernández Joachim Gerard | Gustavo Fernández Joachim Gerard | 6(3)       | 2          |  |  |        | Gordon Reid Shingo Kunieda     | 3      | 6      | 5      |  |
|  | 2          | Gordon Reid Shingo Kunieda       | Gordon Reid Shingo Kunieda       | 7          | 6          |  |  |        |                                |        |        |        |  |